# Oeganda op de Olympische Zomerspelen 1992
Oeganda nam deel aan Olympische Zomerspelen 1992 in Barcelona, Spanje. Het was de negende deelname van het land aan de Olympische Zomerspelen.
De acht deelnemers, zes mannen en twee vrouwen, kwamen in actie op negen onderdelen in drie olympische sporten; atletiek, boksen en voor het eerst in tafeltennis. De bokser Fred Mutewa was deze editie de enige sporter die voor de tweede keer deelnam.

## Deelnemers & resultaten
(m) = mannen, (v) = vrouwen 

### Atletiek
| Olympiër        | Onderdeel    | Resultaat | Prestatie                                          |
| --------------- | ------------ | --------- | -------------------------------------------------- |
| Joel Otim       | 100m (m)     | 53e       | serie 6: 5de in 10,94                              |
| Francis Ogolo   | 200m (m)     | 36e       | serie 2: 4de in 21,29 kwartfinale 2: 8ste in 21,41 |
| Francis Ogolo   | 400m (m)     | 23e       | serie 3: 4de in 45,87 kwartfinale 4: 7de in 46,21  |
| Michael Lopeyok | marathon (m) | 82e       | 2:42.54                                            |
|                 |              |           |                                                    |
| Edith Nakiyingi | 800m (v)     | 27e       | serie 5: 7de in 2.03,55                            |

### Boksen
| Olympiër (deelname) | Onderdeel   | Resultaat | Prestatie                              |
| ------------------- | ----------- | --------- | -------------------------------------- |
| Fred Mutewa         | -54kg (m)   | 17e       | 1ste ronde: V van IRL McCullough: 7-28 |
| Davis Lusimbo       | -57kg (m)   | 17e       | 1ste ronde: V van TUN Soltani: 8-13    |
| Godfrey Wakkabu     | -63,5kg (m) | 17e       | 1ste ronde: V van CAN Leduc: 2-9       |

### Tafeltennis
| Olympiër    | Onderdeel     | Resultaat | Prestatie                                             |
| ----------- | ------------- | --------- | ----------------------------------------------------- |
| Mary Musoke | enkelspel (v) | 33e       | groep F: 3de V van HKG Chan: 0-2 V van ROU Ciosu: 0-2 |

Albanië · Algerije · Amerikaanse Maagdeneilanden · Amerikaans-Samoa · Andorra · Angola · Antigua en Barbuda · Argentinië · Aruba · Australië · Bahama's · Bahrein · Bangladesh · Barbados · België · Belize · Benin · Bermuda · Bhutan · Bolivia · Bosnië en Herzegovina · Botswana · Brazilië · Britse Maagdeneilanden · Bulgarije · Burkina Faso · Canada · Centraal-Afrikaanse Republiek · Chili · China · Chinees Taipei · Colombia · Congo-Brazzaville · Cookeilanden · Costa Rica · Cuba · Cyprus · Denemarken · Djibouti · Dominicaanse Republiek · Duitsland · Ecuador · Egypte · El Salvador · Equatoriaal-Guinea · Estland · Ethiopië · Fiji · Filipijnen · Finland · Frankrijk · Gabon · Gambia · Gezamenlijk team · Ghana · Grenada · Griekenland · Groot-Brittannië · Guam · Guatemala · Guinee · Guyana · Haïti · Honduras · Hongarije · Hongkong · Ierland · IJsland · India · Indonesië · Irak · Iran · Israël · Italië · Ivoorkust · Jamaica · Japan · Jemen · Jordanië · Kaaimaneilanden · Kameroen · Kenia · Koeweit · Kroatië · Laos · Lesotho · Letland · Libanon · Libië · Liechtenstein · Litouwen · Luxemburg · Madagaskar · Malawi · Malediven · Maleisië · Mali · Malta · Marokko · Mauritanië · Mauritius · Mexico · Monaco · Mongolië · Mozambique · Myanmar · Namibië · Nederland · Nederlandse Antillen · Nepal · Nicaragua · Nieuw-Zeeland · Niger · Nigeria · Noord-Korea · Noorwegen · Oeganda · Oman · Oostenrijk · Pakistan · Panama · Papoea-Nieuw-Guinea · Paraguay · Peru · Polen · Portugal · Puerto Rico · Qatar · Roemenië · Rwanda · Saint Vincent‑Grenadines · Salomonseilanden · Samoa · San Marino · Saoedi-Arabië · Senegal · Seychellen · Sierra Leone · Singapore · Slovenië · Soedan · Spanje · Sri Lanka · Suriname · Swaziland · Syrië · Tanzania · Thailand · Togo · Tonga · Trinidad en Tobago · Tsjaad · Tsjecho-Slowakije · Tunesië · Turkije · Uruguay · Vanuatu · Venezuela · Verenigde Arabische Emiraten · Verenigde Staten · Vietnam · Zaïre · Zambia · Zimbabwe · Zuid-Afrika · Zuid-Korea · Zweden · Zwitserland · Onafhankelijke olympische deelnemers